# 短尾高原鰍
短尾高原鰍（學名：Triplophysa brevicauda）為輻鰭魚綱鯉形目條鰍科高原鰍屬的其中一種。分布於亞洲中國青海湖流域，本魚體延長側扁，口亞下位，鼻孔略突出呈管狀，具3對觸鬚，體被小鱗片，側線明顯，體側為橄欖綠，背鰭位魚體中間，尾鰭略凹，體長可達8.3公分，棲息在溪流底層水域，生活習性不明。

## 扩展阅读
維基物種上的相關：短尾高原鰍